# Ludwik Mroczek

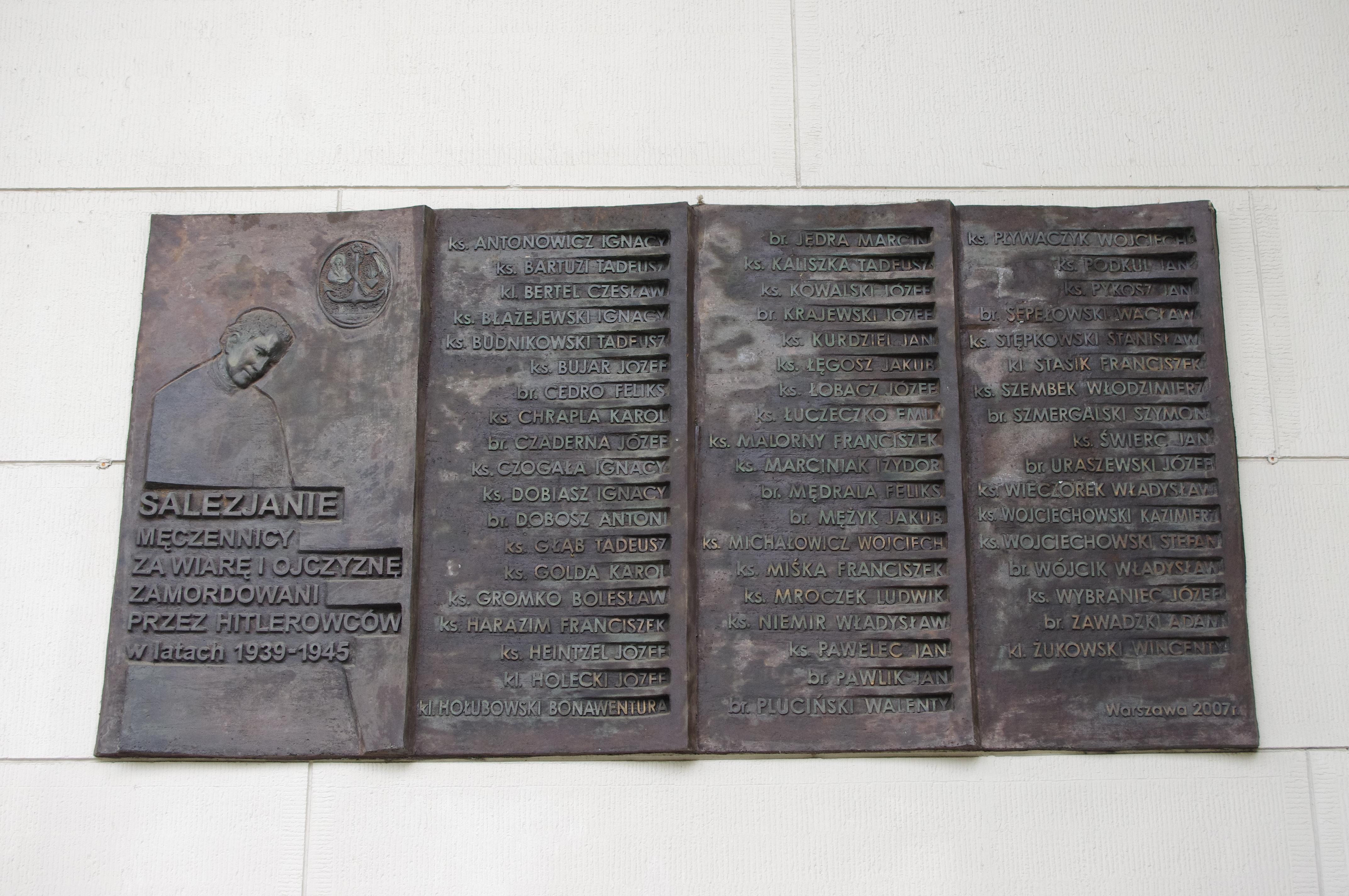
Tablica upamiętniająca salezjanów pomordowanych w czasie II wojny światowej na ścianie Bazyliki Najświętszego Serca Jezusowego w Warszawie

Ludwik Mroczek SDB (ur. 11 sierpnia 1905 w Kętach, zm. 5 stycznia 1942 w KL Auschwitz) – Sługa Boży Kościoła katolickiego, polski duchowny rzymskokatolicki, salezjanin.

## Życiorys
Był synem Franciszka i Marii z domu Jurów. W wieku dziesięciu lat umarł mu ojciec. W 1917 roku został oddany na wychowanie do prowadzonego przez salezjanów w Oświęcimiu „Zakładu ks. Bosko”. W roku 1921 wstąpił do nowicjatu w Kleczy Dolnej (7 sierpnia), następnie ukończył studia filozoficzne w Krakowie. W latach 1928–1933 studiował teologię w Wyższym Seminarium Diecezjalnym w Przemyślu. 29 czerwca 1933 otrzymał tam święcenia kapłańskie. Rozpoczął pracę z młodzieżą na początku w Przemyślu, później we Lwowie i w końcu z powrotem w Przemyślu.
W czasie II wojny światowej rozpoczął swoją pracę w Częstochowie, przy organizacji parafii pod wezwaniem Najświętszego Serca Pana Jezusa na Stradomiu. Rok później udał się do Krakowa, by nauczać religii w szkołach.
22 maja 1941 r. ks. Mroczek został aresztowany, w kaplicy seminarium salezjańskiego na Łosiówce. Osadzony w więzieniu Montelupich, a później przewieziony do niemieckiego obozu koncentracyjnego Auschwitz-Birkenau i tam otrzymał numer obozowy 17340. Był bity, cierpiał okropne męki, a rany które powstały wskutek pobicia nie goiły się, puchły, za to gromadziły ropę w całym organizmie. Zmarł 5 stycznia 1942 r.

## Proces beatyfikacyjny
Jest jednym z 122 Sług Bożych wobec których 17 września 2003 rozpoczął się drugi proces beatyfikacyjny drugiej grupy polskich męczenników z okresu II wojny światowej. 24 maja 2011 w Pelplinie zakończył się etap diecezjalny, a wszystkie dokumenty przesłano do Kongregacji Spraw Kanonizacyjnych w Rzymie.